# Tauferer Bahn
| |                      |                                 |                                 |
| Streckenlänge: | 15,4 km              |                                 |                                 |
| Spurweite: | 1435 mm (Normalspur) |                                 |                                 |
| Stromsystem: | 800 V =              |                                 |                                 |
| Maximale Neigung: | 18 ‰                 |                                 |                                 |
| Minimaler Radius: | 150 m                |                                 |                                 |
| |                      |                                 |                                 |
| \| \| \| Pustertalbahn von Franzensfeste \| \| \| \| 0,000 \| Bruneck Staatsbahn \| 825 m s.l.m. \| \| \| 0,396 \| Rienz \| Rienz \| \| \| \| Pustertalbahn nach Innichen \| \| \| \| 0,979 \| Bruneck Lokalbahn \| Bruneck Lokalbahn \| \| \| 2,625 \| Sankt Georgen bei Bruneck \| 826 m s.l.m. \| \| \| 5,095 \| Gais \| 829 m s.l.m. \| \| \| 6,547 \| Unterwerk \| Unterwerk \| \| \| 8,717 \| Uttenheim \| Uttenheim \| \| \| 9,068 \| Ahr \| Ahr \| \| \| 9,231 \| Uttenheim \| 838 m s.l.m. \| \| \| 12,543 \| Mühlen \| 846 m s.l.m. \| \| \| 13,403 \| Kematen Winkl \| 848 m s.l.m. \| \| \| 15,240 \| Sand in Taufers \| 860 m s.l.m. \| |                      |                                 |                                 |
| Strecke |                      | Pustertalbahn von Franzensfeste | Pustertalbahn von Franzensfeste |
| Bahnhof | 0,000                | Bruneck Staatsbahn              | 825 m s.l.m.                    |
| Brücke über Wasserlauf | 0,396                | Rienz                           | Rienz                           |
| Abzweig ehemals geradeaus und nach rechts |                      | Pustertalbahn nach Innichen     | Pustertalbahn nach Innichen     |
| Haltepunkt / Haltestelle (Strecke außer Betrieb) | 0,979                | Bruneck Lokalbahn               | Bruneck Lokalbahn               |
| Haltepunkt / Haltestelle (Strecke außer Betrieb) | 2,625                | Sankt Georgen bei Bruneck       | 826 m s.l.m.                    |
| Bahnhof (Strecke außer Betrieb) | 5,095                | Gais                            | 829 m s.l.m.                    |
| Blockstelle (Strecke außer Betrieb) | 6,547                | Unterwerk                       | Unterwerk                       |
| Haltepunkt / Haltestelle (Strecke außer Betrieb) | 8,717                | Uttenheim                       | Uttenheim                       |
| Brücke über Wasserlauf (Strecke außer Betrieb) | 9,068                | Ahr                             | Ahr                             |
| Bahnhof (Strecke außer Betrieb) | 9,231                | Uttenheim                       | 838 m s.l.m.                    |
| Bahnhof (Strecke außer Betrieb) | 12,543               | Mühlen                          | 846 m s.l.m.                    |
| Haltepunkt / Haltestelle (Strecke außer Betrieb) | 13,403               | Kematen Winkl                   | 848 m s.l.m.                    |
| Kopfbahnhof Streckenende (Strecke außer Betrieb) | 15,240               | Sand in Taufers                 | 860 m s.l.m.                    |

Die Tauferer Bahn war eine 15,4 Kilometer lange normalspurige Lokalbahn in Südtirol. Sie führte vom an der Pustertalbahn gelegen Bahnhof Bruneck nach Taufers.

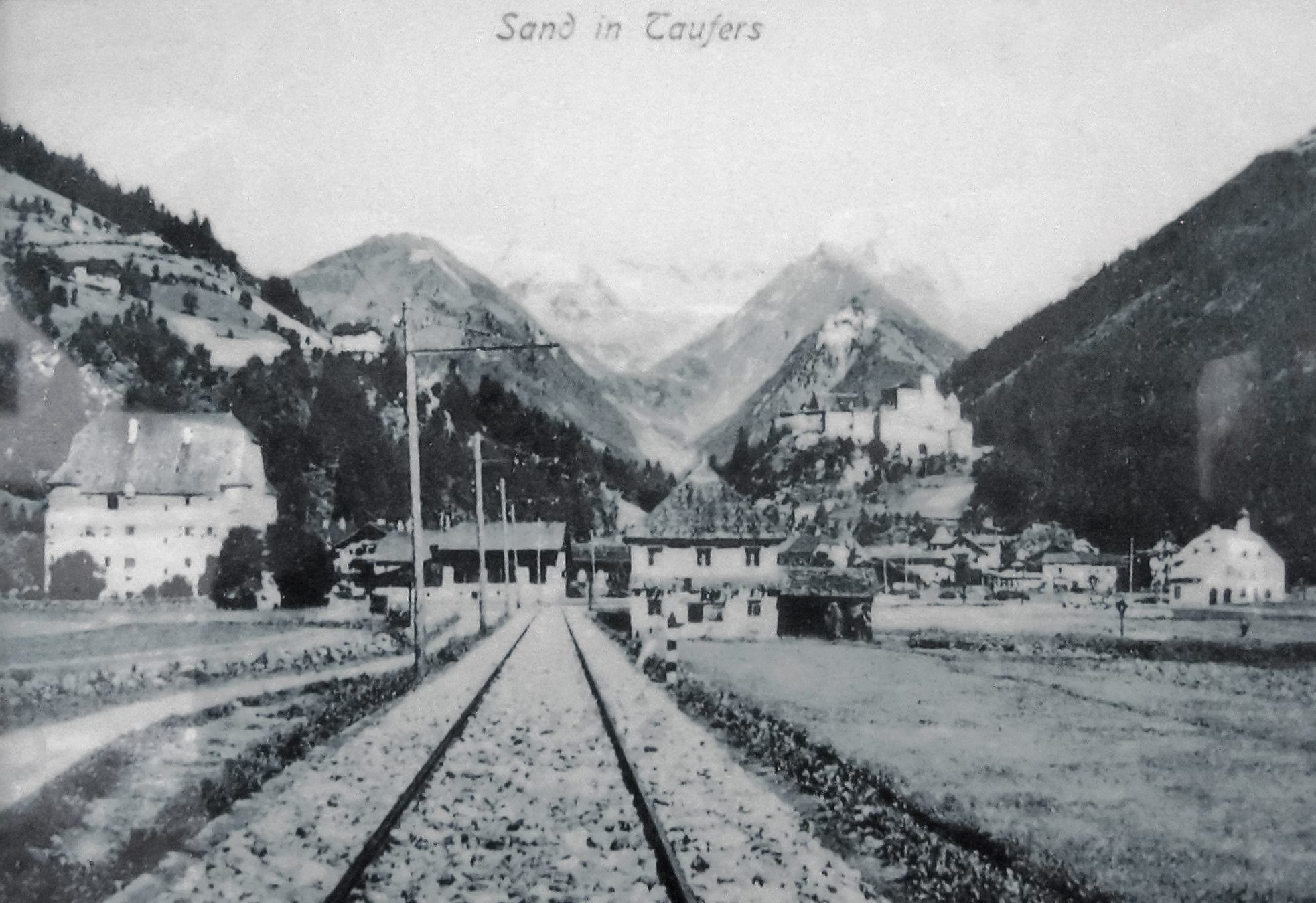
Blick Richtung Sand in Taufers (um 1900), am linken Bildrand Ansitz Neumelans

## Streckenverlauf
Die Bahnlinie folgte gleich nach dem Verlassen des Brunecker Bahnhofs im Pustertal dem Lauf der Ahr ins Tauferer Tal bis nach Sand in Taufers. Zwischenstationen gab es in Sankt Georgen bei Bruneck, Gais, Uttenheim, Mühlen in Taufers und in Kematen.
Dank der für den Bahnbau optimalen Gegebenheiten konnte auf aufwändige Kunstbauten verzichtet werden. Lediglich zwei Brücken mussten eigens für die Tauferer Bahn errichtet werden: in Uttenheim über die Ahr und in Mühlen über den Mühlwalder Bach.

## Geschichte

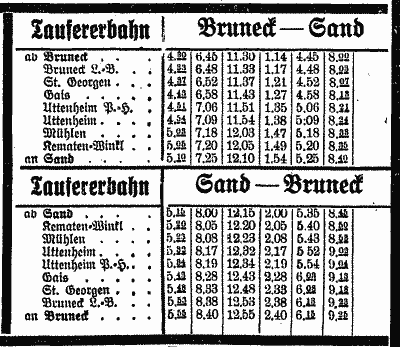
Sommerfahrplan von 1922

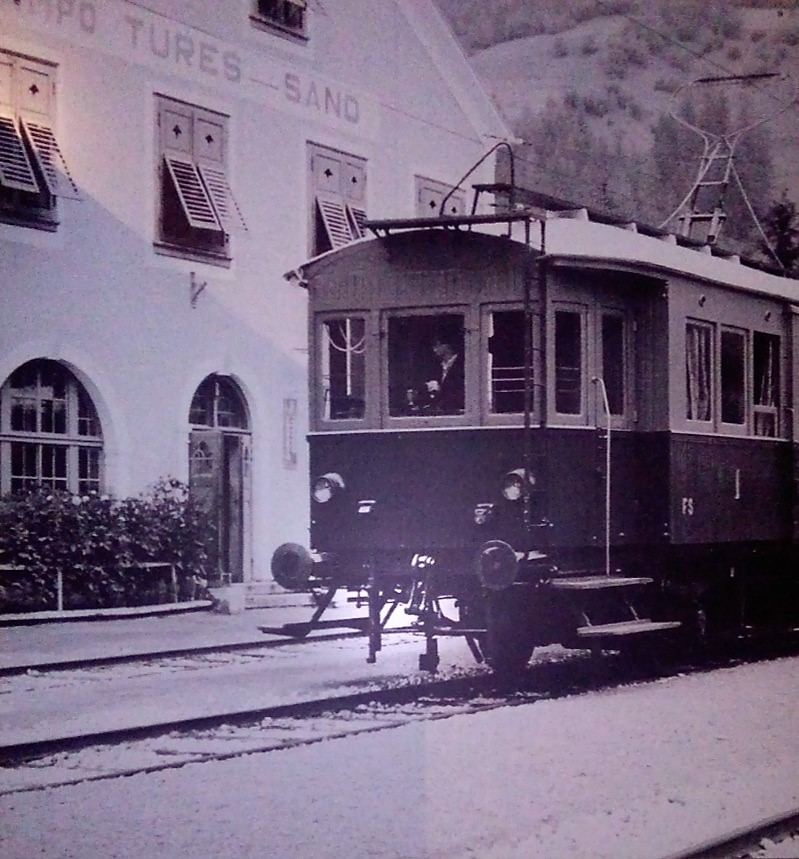
Elektrischer Triebwagen der Bahn (1956)

Die Bahn wurde gebaut, um den Hauptort Sand in Taufers an das europäische Eisenbahnnetz anzubinden. Die Projektierung wurde vom bekannten Tiroler Eisenbahnplaner Josef Riehl und Josef Beikircher (einem der Konzessionäre) vorgenommen. Circa 300 Arbeiter waren ab Juli 1907 mit dem Bau beschäftigt. Die Eröffnung der 15,4 km langen, am 29. April 1908 konzessionierten Bahnstrecke erfolgte am 20. Juli 1908.  Einen Tag später wurde der offizielle Betrieb aufgenommen.
Noch im Eröffnungsmonat wurde um die Bewilligung von Vorarbeiten für die Verlängerung der Bahn von Sand nach Steinhaus angesucht, doch wurde dieses Vorhaben dann nicht weiter verfolgt.

## Betrieb

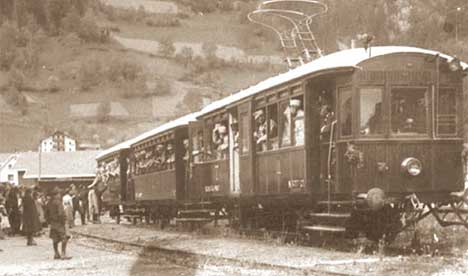
Zug der Tauferer Bahn im Jahr 1914

Die Bahn wurde mit 800 V Gleichstrom elektrisch betrieben, womit diese zu den ältesten elektrisch betriebenen Bahnstrecken Altösterreichs zählte. Für den Betrieb wurde die im Tal vorhandene Wasserkraft der Ahr aus dem Elektrizitätswerk Mühlbach bei Gais genützt.
Bis zum Ende des Ersten Weltkriegs wurde die Betriebsabwicklung der k.k. priv. Südbahn-Gesellschaft übertragen, die auch die Pustertalbahn betrieb. Danach übernahmen bis zur Einstellung die Italienischen Staatseisenbahnen die Betriebsführung.
Der Wagenpark der Tauferer Bahn bestand aus zwei zweiachsigen Triebwagen mit jeweils zwei Fahrmotoren zu 48 kW Leistung und zwei zweiachsigen Beiwagen. Die Trieb- und Beiwagen wurden von der Grazer Waggonfabrik gebaut.
Weil die eingleisige Strecke ohne Ausweichen errichtet worden war, waren Zugkreuzungen auf der Strecke nicht möglich. Die Fahrzeit betrug für jeweils eine Richtung ca. 50 Minuten. Täglich wurden sechs Zugpaare geführt.

## Stilllegung
Auf Grund des aufkommenden Automobilverkehrs wurde der Betrieb mit Ablauf des 31. Jänner 1957 eingestellt. Die Beförderung der Fahrgäste wurde von Autobussen übernommen, die bis heute verkehren.

## Gegenwart und Zukunft
Teilweise wurde die Trasse in einen Radweg umgewandelt. Nur mehr wenige Zeugnisse des einstigen Bahnverkehrs sind heute noch erhalten. 2014 legte Heiner Monheim eine Machbarkeitsstudie zur Reaktivierung der Tauferer Bahn vor.